# Moravskoslezská fotbalová liga 2017/2018
V soubojích 27. ročníku Moravskoslezské fotbalové ligy 2017/18 (jedna ze skupin 3. nejvyšší soutěže) se utká 16 týmů každý s každým dvoukolovým systémem podzim–jaro. Tento ročník začal v sobotu 5. srpna 2017 úvodními sedmi zápasy 1. kola a skončil v sobotu 9. června 2018 úplným 29. kolem (30. kolo bylo předehráno již ve středu 9. května 2018). Mistrem soutěže se stal podruhé v historii a podruhé za poslední 3 roky 1. SK Prostějov, který tak postupuje do příštího ročníku FNL.

## Změny týmů oproti předchozímu ročníku
- Z minulého ročníku FNL sestoupil poslední 1. SK Prostějov. Kromě tohoto týmu měl sestoupit také předposlední MFK Frýdek-Místek, avšak kvůli nezájmu postupu prvních 4 týmů loňského ročníku MSFL (SK Uničov, SK Sigma Olomouc „B“, FC Hlučín, SK Hanácká Slavia Kroměříž) a klubů loňského ročníku ČFL (SK Viktorie Jirny, FK Loko Vltavín, FK Králův Dvůr) se Frýdek-Místek ve 2. lize udržel.
- Do FNL nepostoupilo z MSFL žádné mužstvo.
- V loňské sezoně skončily na sestupových příčkách týmy FK Blansko, HFK Třebíč a FC Fastav Zlín „B“, které spadly do Divize D, resp. Divize E.
- Z divizí postoupili oba vítězové – FK Hodonín (vítěz Divize D) a TJ Valašské Meziříčí (vítěz Divize E).
- Vzhledem k odhlášení 2 rezervních týmů (SK Sigma Olomouc „B“ a 1. FC Slovácko „B“) postoupili do MSFL ještě celky z 2. míst v divizích – ČSK Uherský Brod a SK Jiskra Rýmařov.

## Kluby, stadiony a umístění
Poznámka: Tabulka uvádí kluby v abecedním pořadí.
Legenda:
|  | Změny oproti předchozímu ročníku. |
|  | Krajská města.                    |

| Klub                       | Stadion                             | Kapacita | Město             | Kraj                 |
| -------------------------- | ----------------------------------- | -------- | ----------------- | -------------------- |
| 1. HFK Olomouc             | Fotbalový stadion ve Staškově ulici | 2 900    | Olomouc           | Olomoucký kraj       |
| 1. SK Prostějov            | Stadion Za Místním nádražím         | 3 500    | Prostějov         | Olomoucký kraj       |
| ČSK Uherský Brod           | Orelský stadion                     | 6 000    | Uherský Brod      | Zlínský kraj         |
| FC Hlučín                  | Městský fotbalový stadion Hlučín    | 2 380    | Hlučín            | Moravskoslezský kraj |
| FC Odra Petřkovice         | Stadion FC Odra Petřkovice          | 1 500    | Ostrava           | Moravskoslezský kraj |
| FC Velké Meziříčí          | Stadion U Tržiště                   | 2 500    | Velké Meziříčí    | Vysočina             |
| FC Viktoria Otrokovice     | Fotbalový stadion ve Zlínské ulici  | 1 000    | Otrokovice        | Zlínský kraj         |
| FK Hodonín                 | Stadion U Červených domků           | 5 000    | Hodonín           | Jihomoravský kraj    |
| FK Mohelnice               | Městský stadion Mohelnice           | 500      | Mohelnice         | Olomoucký kraj       |
| MFK Vyškov                 | Stadion Za Parkem                   | 3 000    | Vyškov            | Jihomoravský kraj    |
| SK Hanácká Slavia Kroměříž | Stadion SK Hanácká Slavia Kroměříž  | 1 529    | Kroměříž          | Zlínský kraj         |
| SK Jiskra Rýmařov          | Stadion SK Jiskra Rýmařov           | 1 750    | Rýmařov           | Moravskoslezský kraj |
| SK Líšeň                   | Fotbalový stadion v Kučerově ulici  | 2 000    | Brno              | Jihomoravský kraj    |
| SK Spartak Hulín           | Sportovní areál města Hulín         | 2 500    | Hulín             | Zlínský kraj         |
| SK Uničov                  | Areál SK Uničov                     | 1 500    | Uničov            | Olomoucký kraj       |
| TJ Valašské Meziříčí       | Stadion TJ Valašské Meziříčí        | 2 000    | Valašské Meziříčí | Zlínský kraj         |

## Konečná tabulka
| Poř. | Tým                        | Z  | V  | R  | P  | VG | OG | B  |
| ---- | -------------------------- | -- | -- | -- | -- | -- | -- | -- |
| 1.   | 1. SK Prostějov (S)        | 30 | 22 | 4  | 4  | 79 | 33 | 70 |
| 2.   | FC Velké Meziříčí          | 30 | 19 | 3  | 8  | 75 | 49 | 60 |
| 3.   | SK Líšeň                   | 30 | 16 | 6  | 8  | 63 | 44 | 54 |
| 4.   | SK Hanácká Slavia Kroměříž | 30 | 15 | 5  | 10 | 57 | 48 | 50 |
| 5.   | FC Hlučín                  | 30 | 13 | 7  | 10 | 52 | 41 | 46 |
| 6.   | FK Hodonín (N)             | 30 | 12 | 7  | 11 | 54 | 52 | 43 |
| 7.   | SK Jiskra Rýmařov (N)      | 30 | 12 | 6  | 12 | 51 | 61 | 42 |
| 8.   | ČSK Uherský Brod (N)       | 30 | 12 | 5  | 13 | 36 | 44 | 41 |
| 9.   | MFK Vyškov                 | 30 | 11 | 8  | 11 | 54 | 51 | 41 |
| 10.  | SK Spartak Hulín           | 30 | 12 | 5  | 13 | 65 | 60 | 41 |
| 11.  | SK Uničov                  | 30 | 10 | 10 | 10 | 62 | 46 | 40 |
| 12.  | FC Odra Petřkovice         | 30 | 12 | 4  | 14 | 49 | 49 | 40 |
| 13.  | FC Viktoria Otrokovice     | 30 | 9  | 9  | 12 | 45 | 61 | 36 |
| 14.  | TJ Valašské Meziříčí (N)   | 30 | 11 | 2  | 17 | 43 | 72 | 35 |
| 15.  | 1. HFK Olomouc             | 30 | 6  | 4  | 20 | 39 | 74 | 22 |
| 16.  | FK Mohelnice               | 30 | 3  | 5  | 22 | 34 | 73 | 14 |

Mohelnice se po sestupu z MSFL nepřihlásila do divize, ale do krajského přeboru Olomouckého kraje.
|  | Postup do FNL 2018/19                       |
|  | Sestup do Přeboru Olomouckého kraje 2018/19 |
|  | Sestup do Divize E 2018/19                  |

## Výsledky
|                            | PRO | UNI | HLU | KRO | HUL | PTK | VEM | VYS | OTR | MOH | LIS | HFK | VAM | HOD | UHB | RYM |
| -------------------------- | --- | --- | --- | --- | --- | --- | --- | --- | --- | --- | --- | --- | --- | --- | --- | --- |
| 1. SK Prostějov            | —   | 2:0 | 2:0 | 2:3 | 0:3 | 3:1 | 2:0 | 2:1 | 4:0 | 0:0 | 2:6 | 4:2 | 4:1 | 1:0 | 1:1 | 5:1 |
| SK Uničov                  | 0:0 | —   | 1:2 | 2:3 | 7:2 | 0:2 | 2:2 | 1:2 | 4:0 | 1:2 | 3:1 | 3:1 | 1:2 | 2:2 | 1:1 | 1:1 |
| FC Hlučín                  | 0:2 | 1:1 | —   | 1:1 | 4:2 | 2:1 | 1:3 | 4:0 | 1:1 | 1:1 | 2:4 | 5:1 | 4:0 | 2:2 | 1:2 | 5:0 |
| SK Hanácká Slavia Kroměříž | 2:6 | 1:1 | 1:2 | —   | 1:0 | 2:2 | 1:2 | 1:1 | 3:2 | 3:2 | 3:4 | 2:0 | 5:1 | 1:3 | 2:0 | 2:3 |
| SK Spartak Hulín           | 4:1 | 4:1 | 3:1 | 1:2 | —   | 3:1 | 2:3 | 2:1 | 1:1 | 5:4 | 2:4 | 2:3 | 6:0 | 3:1 | 2:0 | 1:2 |
| FC Odra Petřkovice         | 0:4 | 0:2 | 3:1 | 0:3 | 3:1 | —   | 3:1 | 2:3 | 0:1 | 6:0 | 1:0 | 0:4 | 3:1 | 0:0 | 2:0 | 3:1 |
| FC Velké Meziříčí          | 1:2 | 6:1 | 4:0 | 2:1 | 3:2 | 3:2 | —   | 1:1 | 2:4 | 3:1 | 2:2 | 3:2 | 4:1 | 4:2 | 6:1 | 1:2 |
| MFK Vyškov                 | 1:3 | 1:0 | 0:1 | 2:0 | 2:4 | 3:3 | 0:3 | —   | 0:0 | 6:0 | 2:0 | 0:0 | 2:1 | 7:4 | 4:0 | 2:0 |
| FC Viktoria Otrokovice     | 3:2 | 1:6 | 0:0 | 3:1 | 1:1 | 2:1 | 2:0 | 3:3 | —   | 3:2 | 1:0 | 2:5 | 1:2 | 0:3 | 1:3 | 1:1 |
| FK Mohelnice               | 0:4 | 0:4 | 0:2 | 0:2 | 1:3 | 0:1 | 0:1 | 2:2 | 2:2 | —   | 3:4 | 6:1 | 4:0 | 0:3 | 0:2 | 0:2 |
| SK Líšeň                   | 1:1 | 2:2 | 2:0 | 1:1 | 3:2 | 2:1 | 3:0 | 0:4 | 2:1 | 3:0 | —   | 2:1 | 3:0 | 3:0 | 1:1 | 2:1 |
| 1. HFK Olomouc             | 1:4 | 0:2 | 1:2 | 1:2 | 0:4 | 0:2 | 1:3 | 1:1 | 2:2 | 2:1 | 1:7 | —   | 1:2 | 1:2 | 1:0 | 0:1 |
| TJ Valašské Meziříčí       | 1:4 | 2:7 | 0:3 | 0:1 | 0:0 | 2:1 | 1:3 | 2:0 | 3:0 | 2:1 | 2:0 | 0:3 | —   | 4:0 | 2:4 | 2:2 |
| FK Hodonín                 | 1:3 | 4:1 | 1:2 | 0:0 | 1:1 | 3:1 | 0:5 | 4:1 | 3:1 | 1:1 | 0:0 | 6:1 | 1:4 | —   | 1:0 | 3:0 |
| ČSK Uherský Brod           | 0:3 | 0:0 | 1:0 | 0:2 | 1:3 | 0:3 | 5:1 | 3:1 | 0:3 | 2:0 | 2:0 | 1:1 | 2:1 | 0:1 | —   | 3:0 |
| SK Jiskra Rýmařov          | 2:3 | 2:2 | 2:1 | 3:6 | 2:2 | 1:1 | 2:3 | 4:1 | 4:3 | 2:1 | 2:0 | 2:0 | 2:4 | 3:2 | 0:1 | —   |

## Statistiky

### Střelci
| Pořadí | Hráč          | Klub                       | Góly |
| ------ | ------------- | -------------------------- | ---- |
| 1.     | Karel Kroupa  | 1. SK Prostějov            | 27   |
| 2.     | Pavel Simr    | FC Velké Meziříčí          | 22   |
| 3.     | Radovan Lokša | FC Odra Petřkovice         | 19   |
| 3.     | Aleš Krč      | SK Uničov                  | 19   |
| 4.     | Jan Silný     | SK Hanácká Slavia Kroměříž | 17   |
| 5.     | Jan Koudelka  | 1. SK Prostějov            | 16   |

### Vychytané nuly
| Pořadí | Brankář        | Klub                       | Vychytané nuly |
| ------ | -------------- | -------------------------- | -------------- |
| 1.     | Filip Jícha    | 1. SK Prostějov            | 8              |
| 2.     | Lukáš Godula   | FC Odra Petřkovice         | 7              |
| 2.     | Zdeněk Kofroň  | SK Hanácká Slavia Kroměříž | 7              |
| 3.     | Juraj Semanko  | FC Viktoria Otrokovice     | 6              |
| 4.     | Tomáš Uvízl    | SK Uničov                  | 5              |
| 4.     | Jan Kotnour    | SK Líšeň                   | 5              |
| 5.     | Michal Lupač   | FK Hodonín                 | 4              |
| 5.     | Vít Nemrava    | ČSK Uherský Brod           | 4              |
| 5.     | Ondřej Kolenko | FC Hlučín                  | 4              |
| 5.     | Martin Petráš  | FK Hodonín                 | 4              |

## Seznam hráčů z cizích zemí
V letošním ročníku MSFL hraje několik desítek cizinců, mj. i z exotických zemí.
| země a jméno                   | klub                   |
| ------------------------------ | ---------------------- |
| Arutjun Ovsepjan               | SK Líšeň               |
| Lucas Serra De Carvalho        | FC Hlučín              |
| Didier Kavumbagu               | FC Viktoria Otrokovice |
| Liu Dongyang                   | FK Mohelnice           |
| Yang Guicheng                  | FK Mohelnice           |
| Zhengfu Chen                   | FK Mohelnice           |
| Kuerban Yimuran                | FK Mohelnice           |
| Jihe Zhang                     | FK Mohelnice           |
| Luca Zhang                     | FK Mohelnice           |
| Cheick Sekou Touré             | MFK Vyškov             |
| Nzembi Duval                   | FC Viktoria Otrokovice |
| Guy Reteno Elekana             | SK Líšeň               |
| Martin Lede Mensah             | FC Viktoria Otrokovice |
| Giorgi Alaverdašvili           | TJ Valašské Meziříčí   |
| Levani Čapodze                 | TJ Valašské Meziříčí   |
| Tamazi Čargeišvili             | TJ Valašské Meziříčí   |
| Kehassemea Franck Othniel Zoue | MFK Vyškov             |
| Kirils Grigorovs               | FK Mohelnice           |
| Mamadou Mamaurou Koné          | MFK Vyškov             |
| Mohamed Tijani                 | MFK Vyškov             |
| Paris Purzitidis               | SK Uničov              |
| Lamine Fall                    | SK Líšeň               |
| Daniel Bojda                   | FC Viktoria Otrokovice |
| Miroslav Gregáň                | TJ Valašské Meziříčí   |
| Tomáš Komara                   | FK Hodonín             |
| Tomáš Mareš                    | FK Hodonín             |
| Miroslav Minárčik              | SK Líšeň               |
| Róbert Piroška                 | SK Jiskra Rýmařov      |
| Daniel Rapavý                  | TJ Valašské Meziříčí   |
| Juraj Semanko                  | FC Viktoria Otrokovice |
| Aleksandar Božović             | MFK Vyškov             |
| Mane Cvijović                  | FK Hodonín             |
| Milorad Dabić                  | 1. HFK Olomouc         |
| Vasilije Martinović            | 1. HFK Olomouc         |
| Vladimir Petrović              | 1. SK Prostějov        |
| Pavel/Pavlo Dovhaňuk           | FK Hodonín             |
| Illja Mychajlovskyj            | SK Líšeň               |
| Oleksandr Pernackyj            | 1. SK Prostějov        |
| Dmytro Žykol                   | 1. SK Prostějov        |
| Louis Bennett                  | MFK Vyškov             |